# Deanna Durbin
Pour les articles homonymes, voir Durbin.
Deanna Durbin, née Edna May Durbin, est une actrice et chanteuse canado-française née le 4 décembre 1921 à Winnipeg, au Canada, morte le 17 avril 2013 à Paris 19e,. Découverte jeune par la Metro-Goldwyn-Mayer (MGM), elle fut l'actrice la plus populaire des comédies musicales des studios Universal Pictures des années 1930 et 1940.

## Biographie

### Enfance et jeunesse
Deanna Durbin naît au Canada dans un milieu modeste (son père est forgeron au chemin de fer Canadien Pacifique) de parents anglais nés à Manchester. Elle a une sœur, Edith, de douze ans son aînée. Quand elle est en bas âge, sa famille déménage en Californie, et ses parents, James Allen Durbin et Ada (née Read), obtiennent la nationalité américaine.
Deanna Durbin chante des chansons pour enfants dès l'âge d'un an. À dix ans, ses parents constatent son talent indéniable et l'inscrivent pour des leçons de chant à la Ralph Thomas Academy. Les leçons sont payées par sa sœur Edith, les parents n'ayant pas les moyens. Elle devient rapidement l'élève préférée de Ralph Thomas, et celui-ci exhibe le talent de la fillette dans divers clubs et églises locaux.

### Débuts au cinéma à 15 ans
En 1936, elle a quinze ans quand un directeur de casting de la Metro-Goldwyn-Mayer (MGM), Rufus LeMaire, entend parler d'une jeune chanteuse de talent à la Ralph Thomas Academy : il lui fait passer une audition et la fait chanter devant le patron de la MGM, Louis B. Mayer. Celui-ci lui fait signer un contrat de six mois. Elle passe une audition pour incarner la voix de Blanche Neige dans les studios Disney. Elle est refusée pour cet enregistrement (paradoxalement, Walt Disney juge sa voix trop mûre, comme celle d'une femme de vingt ou trente ans) mais a un rôle dans le court-métrage musical Le Kiosque à musique (Every sunday), aux côtés de Judy Garland, elle-même débutante.
Deanna Durbin est ensuite embauchée par le studio Universal, où elle joue dans bon nombre de comédies musicales dans les années 1930 et 1940. Valeur sûre du cinéma, elle incarne avec succès la fille adolescente idéale, toujours souriante et avenante. Sa voix de soprano et les intrigues optimistes de ses films charment l'Amérique durant l’ère de la Grande Dépression.
Son premier film chez Universal est Trois jeunes filles à la page (Three Smart Girls), qui sort en 1936. Il rencontre un grand succès critique et commercial, et sacre, du jour au lendemain, Deanna Durbin star à quatorze ans. On attribue à Deanna Durbin le mérite d'avoir, grâce au succès du film, sauvé le studio Universal, alors au bord de la faillite, : le film n'a en effet coûté que 326 000 dollars ; il en rapporte 1 635 800 et est nommé aux Oscars dans la catégorie du meilleur film. Deux suites sont tournées.
L'année suivante, l'actrice tourne Deanna et ses boys (One hundred men and a girl), considéré comme son meilleur film.
Lui est rapidement attribué le surnom de « Bergère de la Universal ». Elle dit d'elle plus tard : « Je représentais la fille idéale que des millions de pères et de mères auraient désiré avoir. » En 1938, Hollywood lui décerne, à seize ans, l'Oscar de la jeunesse. Le 7 février 1938, elle laisse ses empreintes de mains dans le ciment du parvis du Grauman's Chinese Theatre de Hollywood. Ses disques figurent au hit parade. En 1939, elle reçoit son premier baiser de cinéma dans Premier amour (First Love), une version moderne et musicale de Cendrillon. La production du film est précédée d'une campagne nationale très médiatisée pour choisir le jeune acteur digne de donner ce premier baiser à la jeune star. L'heureux élu est Robert Stack, l'acteur de la future série télévisée Les Incorruptibles. Ce premier baiser fait plus de Unes dans la presse que le mariage d'Elizabeth Taylor en 1950,.
Sa renommée est alors internationale : en 1941, le dictateur italien Benito Mussolini écrit une lettre ouverte dans le journal Il Popolo d'Italia dans laquelle il invite l'actrice à œuvrer pour convaincre le président américain Franklin Delano Roosevelt de ne pas impliquer son pays dans la Seconde Guerre mondiale (Deanna Durbin n'a jamais répondu à l'invitation) ; l'homme d'État britannique Winston Churchill estime qu'elle a un talent formidable et prétend visionner en avant-première tous les films de l'actrice avant qu'ils ne soient distribués dans les salles de cinéma anglaises ; une photo d’elle a même été retrouvée au-dessus du lit d’Anne Frank — jeune fille juive symbole des victimes de l'holocauste — dans le grenier où cette dernière était cachée avec sa famille à Amsterdam durant la Seconde Guerre mondiale.
Deanna Durbin continue de tourner dans des comédies musicales jusqu’au milieu des années 1940. Lassée des rôles de « voisine d'à côté », elle tente une reconversion vers des rôles plus adultes et plus sophistiqués : Vacances de Noël (Christmas holiday), un film noir dans lequel elle joue une prostituée amoureuse d'un tueur, et le polar Deanna mène l'enquête (Lady on the train) sortis respectivement en 1944 et 1945, n'ont pas le succès de ses films musicaux et romantiques. Deanna Durbin n'en est pas moins la deuxième femme la mieux payée d'Amérique en 1946 derrière l'actrice Bette Davis, avec un salaire de 323 477 dollars versé par Universal, soit 5 000 dollars de moins que sa consœur Bette Davis.

### Abandon de carrière à 28 ans
Déçue par l'échec de ses films plus dramatiques, Deanna Durbin honore son contrat chez Universal et tourne encore six autres comédies musicales. Mais en 1948, sa cote au box-office diminue, et après un procès contre son studio, elle cesse de tourner et de chanter et se retire définitivement de la vie publique. Elle a alors 28 ans. Elle refuse de façon assidue entrevues ou publicités (elle décline un come-back auprès du ténor Mario Lanza au début des années 1950), et défend pendant toute sa vie son « droit à la vie privée », ainsi qu'elle l'a confié à David Shipman en 1983, lors d'un des très rares entretiens qu'elle a donnés depuis son départ de Hollywood.
Dans une lettre adressée au critique et historien de films William K. Everson à la fin des années 1970, Deanna Durbin a fait savoir qu'elle n'aimait pas le système de studios hollywoodien et souligne qu'elle ne s'est jamais reconnue dans l'image publique créée par les médias autour d'elle. Elle parle du « personnage de Deanna » à la troisième personne du singulier, et considère que ce personnage de films est un effet secondaire de sa jeunesse, qu'il n'est pas sa véritable identité.
En 1950, Deanna Durbin s'établit en France dans une ferme à Neauphle-le-Château et y vit jusqu'à sa mort. Elle a préservé sa vie privée jusqu'au bout : son fils Peter David annonce le 30 avril 2013, par l'intermédiaire de la Deanna Durbin Society, que sa mère était décédée « plusieurs jours auparavant » et remercie ses fans de respecter la vie privée de sa mère. Aucun autre détail n'a été donné à cette occasion, pas même le lieu de la sépulture, toujours inconnu à ce jour.

### Vie privée
Deanna Durbin a été mariée trois fois. Elle a dix-neuf ans lorsqu'elle épouse en 1941 Vaughn Paul, un assistant réalisateur. Ils divorcent deux ans plus tard. Elle se remarie en 1945 au producteur et acteur Felix Jackson, son aîné de vingt ans. Le couple a une fille, Jessica Louise Jackson. Le mariage se termine par un divorce en 1949. Elle convole en troisièmes noces le 21 décembre 1950, peu après son 29e anniversaire, avec le producteur et réalisateur français Charles David, qui l'a dirigée en 1945 sur le tournage de Deanna mène l'enquête (Lady on the train). Un fils naît de leur union, Peter. Le mariage dure 49 ans jusqu'à la mort de Charles David en 1999.
Le mari de sa sœur Edith, Clarence Heckman, est son agent. En 1946, Deanna Durbin leur intente à tous deux un procès pour la tentative de détournement d'une propriété, puis licencie son beau-frère.
Deanna Durbin meurt le 17 avril 2013 à l'âge de 91 ans. Elle a son étoile sur le Hollywood Walk of Fame.

## Filmographie

### Cinéma
- 1936 : Every Sunday (Le Kiosque à musique) de Felix E. Feist (Court-métrage) : Edna
- 1936 : Trois jeunes filles à la page[15] (Three smarts girls) de Henry Koster : Penny
- 1937 : Deanna et ses boys (One hundred men and a girl) de Henry Koster : Patricia Cardwell
- 1938 : Délicieuse (Mad About Music) de Norman Taurog : Gloria Harkinson
- 1938 : Cet âge ingrat[16] (That Certain Age) d'Edward Ludwig : Alice Fullerton
- 1939 : Les trois jeunes filles ont grandi[17] (Three Smart Girls Grow Up) de Henry Koster[18] : Penny Craig
- 1939 : Premier Amour (First Love) de Henry Koster : Constance Harding
- 1940 : La Douce Illusion[19] (It's a Date) de William A. Seiter : Pamela Drake
- 1940 : Chanson d'avril[20] (Spring Parade) de Henry Koster : Ilonka Tolnay
- 1941 : Toute à toi (Nice Girl?) de William A. Seiter : Jane Dana
- 1941 : Ève a commencé[21] (It Started with Eve) de Henry Koster : Anne Terry
- 1943 : The Amazing Mrs. Holliday de Bruce Manning : Ruth Kirke Holliday
- 1943 : Liens éternels[22],[23] (Hers to Hold) de Frank Ryan[24] : Penny Craig
- 1943 : La Sœur de son valet[25] (His Butler's sister) de Frank Borzage : Ann Carter
- 1944 : Vacances de Noël (Christmas holiday) de Robert Siodmak : Jackie Lamont/Abigail Martin
- 1944 : Caravane d'amour (Can't Help Singing) de Frank Ryan : Caroline Frost
- 1945 : Deanna mène l'enquête[26] (Lady on the train) de Charles David : Nikki collins
- 1946 : Par sa faute (Because of Him) de Richard Wallace : Kim Walker
- 1947 : Mon cœur t’appartient[27],[28] (I'll Be Yours) de William A. Seiter : Louise Ginglebusher
- 1947 : Chansons dans le vent[29] (Something in the Wind) de Irving Pichel : Mary Collins
- 1948 : Up in Central Park (Carrousel)[30] de William A. Seiter : Rosie Moore
- 1948 : La Petite Téléphoniste (For the Love of Mary) de Frederick De Cordova : Mary Peppertree

## Discographie
- "Alice Blue Gown"
- "Alleluia" (du film Deanna et ses boys)
- "Always" (du film Vacances de Noël)
- "Adeste Fideles"
- "Amapola" (du film First Love)
- "Annie Laurie"
- "Any Moment Now" (du film Caravane d'amour)
- "Ave Maria" (du film Délicieuse)
- "Ave Maria" (du film La Douce Illusion)
- "Be a Good Scout" (du film Cet âge ingrat)
- "Because" (du film Les trois jeunes filles ont grandi)
- "Begin the Beguine" (du film Hers to Hold)
- "Beneath the Lights of Home" (du film Toute à toi)
- "The Blue Danube" (du film Chanson d'avril)
- "Brahms' Lullaby" (du film I'll Be Yours)
- "Brindisi" ("Libiamo ne' lieti calici)" (du film Deanna et ses boys)
- "Californ-I-Ay"
- "Can't Help Singing" (du film Caravane d'amour)
- "Carmena Waltz"
- "Chapel Bells" (du film Délicieuse)
- "Cielito Lindo" ("Beautiful Heaven)"
- "Ciribiribin"
- "Clavelitos" (du film Ève a commencé)
- "Danny Boy" (du film Par sa faute)
- "Embraceable You"
- "Every Sunday" (with Judy Garland)
- "Filles de Cadiz" ("The Maids of Cadiz") (du film Cet âge ingrat)
- "Gimme a Little Kiss, Will Ya, Huh?" (du film Deanna mène l'enquête)
- "God Bless America"
- "Goin' Home" (du film Ève a commencé)
- "Goodbye" (du film Par sa faute)
- "Granada" (du film I'll Be Yours)
- "A Heart That's Free" (du film Deanna et ses boys)
- "Home! Sweet Home!" (du film First Love)
- "Il Bacio" ("The Kiss") (du film Trois jeunes filles à la page)
- "I'll Follow My Sweet Heart"
- "I'll Take You Home Again Kathleen" (du film For the Love of Mary)
- "I'll See You In My Dreams"
- "I Love to Whistle" (du film Délicieuse)
- "(I'm) Happy Go Lucky and Free" (du film Chansons dans le vent)
- "(I'm) Happy Go Lucky and Free" (du film Chansons dans le vent)
- "In the Spirit of the Moment" (du film La Sœur de son valet)
- "Italian Street Song"
- "It's a Big, Wide, Wonderful World" (du film For the Love Of Mary)
- "It's Dreamtime" (du film I'll Be Yours)
- "It's Foolish But It's Fun" (du film Chanson d'avril)
- "It's Only Love" (du film Chansons dans le vent)
- "It's Raining Sunbeams" (du film Deanna et ses boys)
- "Invitation to the Dance" (du film Les trois jeunes filles ont grandi)
- "Je Veux Vivre" ( Roméo et Juliette) (du film Cet âge ingrat)
- "Kiss Me Again"
- "La Estrellita" ("Little Star)"
- "Largo Al Factotum" (The Barber of Seville) (du film For the Love of Mary)
- "The Last Rose of Summer" (du film Les trois jeunes filles ont grandi)
- "Loch Lomond" (du film La Douce Illusion)
- "Love at Last" (du film Toute à toi)
- "Love is All" (du film La Douce Illusion)
- "Lover" (du film Par sa faute)
- "Love's Old Sweet Song"
- "Make Believe"
- "Mighty Like a Rose" (du film The Amazing Mrs. Halliday)
- "Molly Malone"
- "More and More" (du film Caravane d'amour)
- "More and More/Can't Help Singing" (du film Caravane d'amour)
- "Musetta's Waltz"  (La bohème) (du film It's a Date)
- "My Heart is Singing" (du film Les trois jeunes filles ont grandi)
- "My Hero"
- "My Own" (du film Cet âge ingrat)
- "Nessun Dorma" (Turandot) (du film La Sœur de son valet)
- "Never in a Million Years/ Make Believe"
- "Night and Day" (du film Deanna mène l'enquête)
- "O Come All Ye Faithful"
- "Old Folks at Home" (du film Toute à toi)
- "The Old Refrain" (du film The Amazing Mrs. Holiday)
- "On Moonlight Bay" (du film For The Love Of Mary)
- "One Fine Day" (Madame Butterfly)  (du film First Love)
- "One Night of Love"
- "Pace, Pace, Mio Dio" (La forza del destino) (du film Up In Central Park)
- "Pale Hands I Loved" (Kashmiri Song) (du film Hers to Hold)
- "Perhaps" (du film Toute à toi)
- "Poor Butterfly"
- "The Prince"
- "Russian Medley" (du film La Sœur de son valet)
- "Sari Waltz (Love's Own Sweet Song)" (du film I'll Be Yours)
- "Say a Pray'r for the Boys Over There" (du film Hers to Hold)
- "Seal It With a Kiss"
- "Seguidilla (Carmen)  (du film Hers to Hold)
- "Serenade to the Stars" (du film Délicieuse)
- "Silent Night" (du film Deanna mène l'enquête)
- "Someone to Care for Me" (du film Trois jeunes filles à la page)
- "Something in the Wind" (du film Chansons dans le vent)
- "Spring in My Heart" (du film First Love)
- "Spring Will Be a Little Late This Year" (du film Vacances de Noël)
- "Swanee - Old Folks at Home" (du film Toute à toi)
- "Summertime" (Porgy and Bess)
- "Sweetheart"
- "Thank You America" (du film Toute à toi)
- "There'll Always Be An England" (du film Toute à toi)
- "The Turntable Song" (du film Chansons dans le vent)
- "Two Guitars" (du film La Sœur de son valet)
- "Two Hearts"
- "Un bel dì, vedremo" (Madame Butterfly)  (du film First Love)
- "Viennese Waltz" (du film For The Love Of Mary)
- "Vissi d'arte (Tosca)  (du film The Amazing Mrs. Holiday)
- "Waltzing in the Clouds" (du film Chanson d'avril)
- "When April Sings" (du film Chanson d'avril)
- "When I Sing" (du film Ève a commencé)
- "When the Roses Bloom Again"
- "When You're Away" (du film La Sœur de son valet)
- "You Wanna Keep Your Baby Looking Nice, Don't You" (du film Chansons dans le vent)
- "You're as Pretty as a Picture" (du film Cet âge ingrat)

## Sources
- (en) Cet article est partiellement ou en totalité issu de l’article de Wikipédia en anglais intitulé « Deanna Durbin » (voir la liste des auteurs).
- (en) The Star Machine de Jeanine Basinger, Knopf Doubleday Publishing Group, 2007 (Lire en ligne)
- (en) Rubrique nécrologique de Deanna Durbin
- (en) Entretien de Deanna Durbin avec David Shipman en 1983